# بيكي سوليفان
بيكي سوليفان (بالإنجليزية: Becky Sullivan)‏ هي مهندسة الصوت أمريكية، ولدت في القرن العشرين.

## وصلات خارجية
- بيكي سوليفان على موقع IMDb (الإنجليزية)
- بيكي سوليفان على موقع قاعدة بيانات الفيلم (الإنجليزية)